# ライアン・ギグス
ライアン・ジョゼフ・ギグス（Ryan Joseph Giggs OBE, 1973年11月29日 - ）は、ウェールズ・カーディフ出身の元サッカー選手、サッカー指導者。元ウェールズ代表監督。
現役時代のポジションはミッドフィールダー（ウィンガー）であり、長年にわたりマンチェスター・ユナイテッドで背番号11を背負った。同クラブの歴史において13回のプレミアリーグ優勝、3回のリーグカップ優勝を経験した唯一の選手であり、アレックス・ファーガソン監督が3度指揮したチャンピオンズリーグの決勝戦全てに出場したただ一人の選手である。クラブでの公式戦出場記録は963試合（168ゴール）であり、長年破られることのなかったサー・ボビー・チャールトンの記録である758試合を上回り歴代最多である。
イングランドのサッカー史上で最も多くのタイトルを獲得した選手であり、トップリーグで13回の優勝を経験した。またプレミアリーグ史上初めてPFA年間最優秀若手選手賞を2度受賞した選手であり、2007年には最多得票でPFAの1997年から2007年までのベストイレブンに選出され、2003年にはプレミアリーグ10周年記念のベストイレブンにも選出された。
2007年6月2日に代表チームから引退するまでウェールズ代表としても活躍し、その当時最年少で代表デビューを飾った選手であった。
フットボールリーグの歴代の名選手100人（Football League 100 Legends）に選ばれており、2007年にはOBEを受勲し、2005年にはイングランドのサッカーの殿堂入りをしている。

## 生い立ち
カントンにあるセント・デイヴィッズ病院にて、カーディフRFCでプレイするラグビー選手の父、ダニー・ウィルソンと母、リン・ギグス（現在はリン・ジョンソン）の子「ライアン・ジョセフ・ウィルソン」として生を受けた。カーディフ西部郊外のエリーで育ったが、母親の両親のもとで過ごすことが多く、ペンダーベイン地区の家の外の道でよくサッカーをしていたという。ギグスが6歳であった1980年に父がスウィントンRLFCと契約を結び、家族はマンチェスターへ引っ越すことになった。祖父母ととても仲が良かったギグスにはとてもショックな出来事であったが、週末や学校が休みであった時にはよく家族とカーディフに戻っていた。また、ギグスは混血（父方の祖父がシエラレオネの出身）であり、子どものころに人種差別を受けたと話している。
マンチェスターに移ってから、マンチェスター・シティFCのスカウトであったデニス・スコットフィールドが教えていた地元のクラブであるディーンズFCでプレイするようになった。ディーンズで初めて出場した試合では、ストレットフォード・ヴィクスに0-9で敗れたが、試合を見ていた多くの人は、ギグスがその日最も良いプレイをしていたと話した。スコットフィールドの薦めによりマンチェスター・シティのアカデミーに入ったが、ギグスはサルフォード・ボーイズ（サルフォードの選抜チーム）でのプレイも続け、1987年にはアンフィールドで行われたグラナダ・スクールズ・カップの決勝に進出している。ギグスはサルフォードでキャプテンを務め、優勝トロフィーをリヴァプールFCのチーフスカウトを務めるロン・イェーツから受け取った 。イェーツもまたギグスの才能に感銘を受けていたが、その時にはすでにマンチェスター・ユナイテッドの話を受けてしまっていた。
地元で新聞などを販売し、オールド・トラッフォードの管理人を務めていたハロルド・ウッドはディーンズでのギグスのプレイをよく見ており、マンチェスター・ユナイテッドのトップチームのスタッフにギグスのことを話していたが、ウッド自身がアレックス・ファーガソンに直接伝えるまで、実際に視察をしようとはしなかった。ウッドはユナイテッドの監督であったファーガソンに、「今はシティに在籍しているが、彼を逃せば後悔することになる。」と、話した。それを受けたファーガソンはディーンズの試合にスカウトを派遣し、スカウトを納得させるのに十分なプレイを見せたギグスは1986年のクリスマスシーズンにトライアルを受けるように薦められた。トライアルを受ける前にギグスはザ・クリフ で行われたサルフォード・ボーイズ対ユナイテッドU-15の試合に出場しハットトリックを決めており、ファーガソンはクラブハウスからその試合の様子を見ていた。
ギグスの14歳の誕生日である翌年の11月にファーガソンはスカウトのジョー・ブラウンとともにギグスの家を訪ね、2年間のアソシエイテッド・スクールボーイの契約を提示し、練習生契約ではなく、3年以内にプロ契約を提示することを約束した。ギグスはすぐに契約を結びたがったが、母であるリンがこれまで良くしてくれたシティに確認してからと言い、確認後契約に至った。
ギグスは1989年にウェンブリー・スタジアムで行われたドイツ代表との試合に臨むイングランド学生代表のメンバーに選ばれた（その当時はライアン・ウィルソンを名乗っていた）。ライアンは両親の離婚から2年が経った16歳の時に、「僕は僕の母親の子どもであるとみんなに知ってもらうために」と、姓を変更した。U-21イングランド代表のコーチであったローリー・マクメネミーは、ギグスがイングランド代表としてプレイする資格があるかを調べたが、ギグスにはイングランド人の祖父母がおらず、ウェールズ代表でプレイする資格しか有していなかった。

## クラブ経歴

### 1990-1995

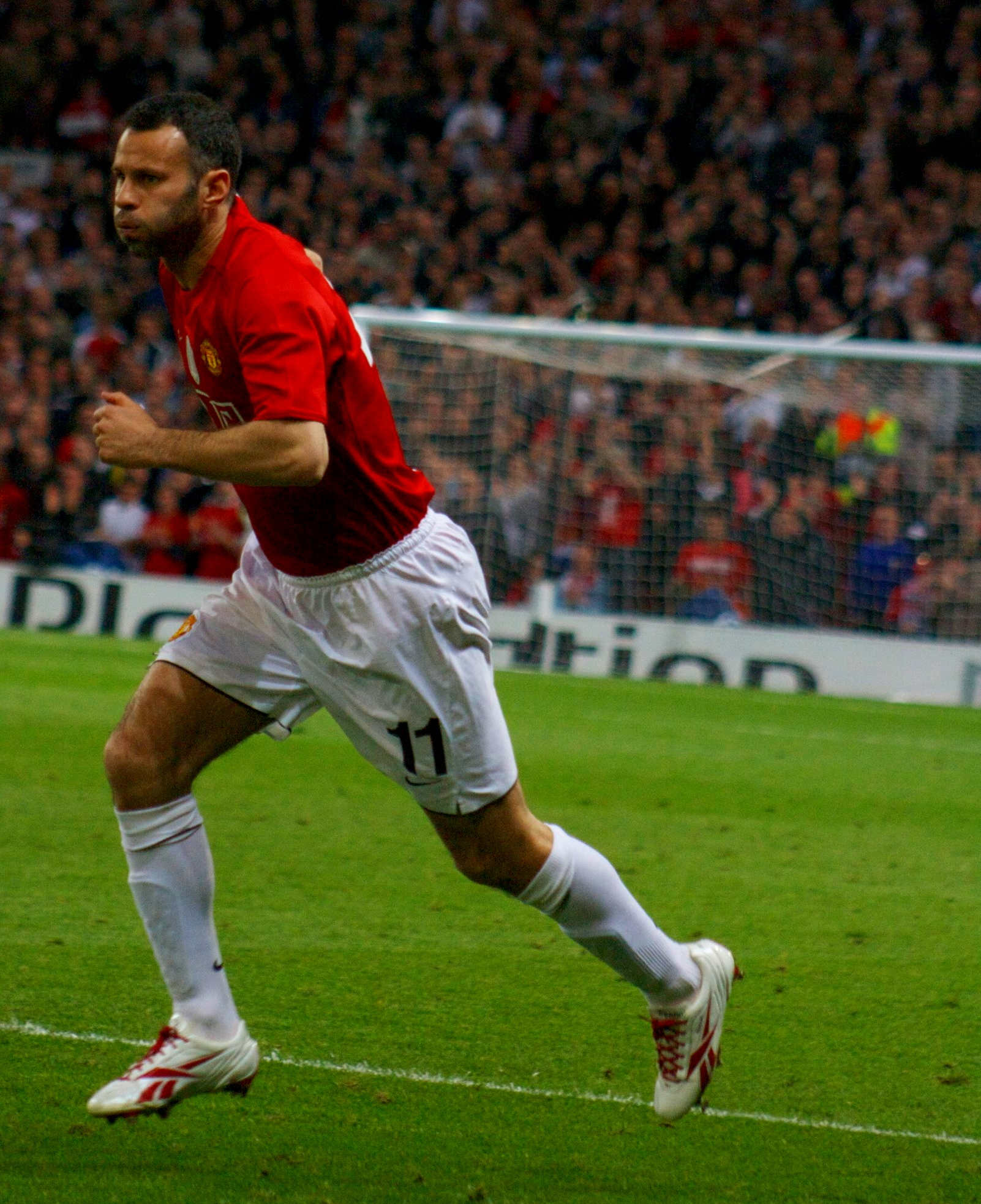
マンチェスター・ユナイテッドFCでプレイするギグス

ギグスは17歳の誕生日である1990年11月29日にプロ契約を提示され、2日後の12月1日に2年間のプロ契約を結んだ。当時、1960年代に活躍したジョージ・ベスト以来の可能性を秘めた選手であると様々なメディアで報じられた。
ギグスがトップチームデビューを飾ったのは、1991年3月2日にオールド・トラッフォードで行われ、0-2で敗れたエヴァートンFC戦である。デニス・アーウィンと交代で出場してのリーグデビューであった。初めてスターティングメンバーとして出場したのはその翌シーズン、1991年5月4日に行われたマンチェスター・ダービーであり、コリン・ヘンドリーによるオウンゴールと評価しうるようなゴールではあったものの、リーグ戦初ゴールを記録した。しかし、その試合の11日後に行われたUEFAカップウィナーズカップ決勝のFCバルセロナ戦のメンバーには選ばれなかった。その当時左ウイングのポジションのレギュラーは、ダニー・ウォーレスに代わり20歳のリー・シャープが務めていた。
ギグスの才能はチームメイトのポール・インスらに「天才」や「魔術師」というような言葉で形容され、ガリー・パリスターは、「練習で彼をマークしようとして血液の流れが滞ってしまった。」と話すなど、同じサッカー選手からも認められていた。彼より経験豊かな選手たちはトップチームに加入した当初から「一体いつになったら彼をデビューさせるのか」といつも監督に聞き、それがギグスのデビューにつながった。スティーヴ・ブルースはギグスについて、「走っている彼はまるで風のようだ。風のように軽く音がしない。彼は自然体でボールを扱いドリブルをするが、それは本当に素晴らしい選手でなければ出来ないことだ。ベッカムとスコールジーを貶すつもりはないが、彼は唯一無二のスーパースターだ」と、述べた。
1991-92シーズンの初めにレギュラーポジションを掴んだが、同時にユースチームのキャプテンも務め、彼を含め「ファーガソンのひな鳥（ファーギー・ベイブス）」と呼ばれたこの若手チームは1992年のFAユースカップのタイトルを獲得した。このシーズンのギグスはわずか17歳ながらトップチームで成熟されたプレイを披露し、ファーガソンの下で他のユースチームの選手が昇格するための礎を築いた。トップチームでは最年少の選手であったため、ブライアン・ロブソンのようなベテラン選手のアドバイスには積極的に耳を傾けるように務めたという。ロブソンが与えたアドバイスとしては、自身やケビン・キーガンの代理人を務めるハリー・スウェールズと契約を結ぶことなどが知られている。彼がデビューしたシーズンはプレミアリーグに変わる前の最後のディヴィジョン1のシーズンであったが、リーズ・ユナイテッドAFCに次いで2位でシーズンを終えた。優勝争いをずっとリードしていたが、4月の成績が振るわずリーズ・ユナイテッドに抜かれ、彼とチームメイトはリーグの優勝タイトルを逃した。1992年4月12日にリーグカップ決勝でノッティンガム・フォレストに勝利し、ユナイテッドで初めてのタイトルを獲得した。ギグスはその試合で唯一となるブライアン・マクレアーのゴールをアシストし、シーズン終了後にはPFA年間最優秀若手選手賞を受賞した。
1992-93シーズンは新しく創設されたプレミアリーグの最初のシーズンであったが、ギグスはリー・シャープから左ウイングのボジションを奪い、スティーブ・マクマナマンとともにイングランドのサッカーにおいてウイングの選手として最高の若手選手と言われ、2人はスタンリー・マシューズの系譜を継ぐ者と言われていた。ギグスの登場とエリック・カントナの加入によりマンチェスター・ユナイテッドはリーグ戦を優位に進め、プレミアリーグ初年度の覇者として歴史に名を刻んだ。シーズンを通してコンスタントに試合に出場し、チームの26年振りとなるトップリーグ優勝に貢献したことで、ギグスは前年に続きPFA年間最優秀若手選手賞を受賞した。
1993-94シーズンにユナイテッドはダブル（2冠）を達成し、ギグスはエリック・カントナ、ポール・インス、マーク・ヒューズとともにチームで中心的な役割を果たした。チームは4試合を終えた8月末に首位に立って以降は一度も順位を落とすことなくシーズンを終えた。リーグカップの決勝ではギグスも出場したが、1-3でアストン・ヴィラFCに敗れ、トレブル（3冠）達成とはならなかった。
1994-95シーズンは怪我により出場試合数は29試合に留まり、ゴール数は僅か1ゴールとなった。シーズン後半に復帰しコンディションを取り戻したが、クラブはメジャータイトルを一つも獲得することなくシーズンを終えた。リーグではシーズン最終日にウェストハム・ユナイテッドに敗れ、ブラックバーン・ローヴァーズFCにタイトルを譲った。FAカップ決勝ではギグスも途中出場したが、0-1でエヴァートンに屈した。

#### 初代ワンダーボーイとして
ギグスがユナイテッドの左ウイングで確固たる地位を築くにつれ、英国で最も才能豊かな若手選手の一人であると評価されるようになっていったが、アレックス・ファーガソン監督はギグスが20歳になるまでメディアのインタビューを断り、周囲の雑音からギグスを守らなければならない状況になった。上昇するギグスの人気は通常の若手選手には設けられないような機会を彼自身に与えることになり、1994年には『ライアン・ギグス・サッカー・スキルズ』というテレビ番組が放送され、後にシリーズとして書籍化された。またこの頃のギグスは様々な雑誌の表紙を飾り、1980年代に相次いだ暴力行為により低迷したイングランドサッカーのイメージの向上と市場拡大に貢献し、広く名前が知られるようになっていった。ギグス自身は周囲の注目を集めることを好まなかったが、彼の意思とは無関係に彼は若者の憧れの的となり、「プレミアシップの看板選手」 と言われ、「ワンダーボーイ」 などと称された。期待の新星として「ワンダーボーイ」と呼ばれた選手は彼が最初であると言われており、彼が脚光を浴びたことによりその言葉が一般に広く知られるようになったと言われている。このように、ギグスはメディアでの報道を通じてジョージ・ベスト以来の人を惹きつける魅力を持ったスター選手であると一般に認められるようになっていった。練習を見るためだけにザ・クリフを訪れたベストとボビー・チャールトンはギグスについて口々に「今最も好きな若手選手である」と語り、中でもベストは「いつか私がもう一人のギグスと呼ばれるようになる日が来るかもしれない」と冗談混じりに述べたという。

### 1995-2000
1995-96シーズンは怪我から完全に回復し、2度目のダブルを達成したチームにおいて重要な役割を果たした。グディソン・パークで行われたエヴァートンFC戦で決めたゴールは、ゴール・オブ・ザ・シーズンの候補に入ったが、投票の結果、マンチェスター・シティFCのゲオルギ・キンクラーゼの記録したゴールが賞に選ばれた。11月のサウサンプトンFC戦では2ゴールを挙げ、シーズンで最高の活躍を見せた。
翌1996-97シーズン、クラブは4シーズンで3度目となるリーグタイトルを活躍し、ギグスはヨーロッパの舞台で脚光を浴びる最初のチャンスを得た。チャンピオンズリーグでは準決勝に進出し、28年振りとなるタイトル獲得の期待がかかったが、ボルシア・ドルトムントに2試合とも0-1で敗れ、大会を後にした。
1997-98シーズンには、クラブはシーズン後半に失速し、アーセナルFCに次いで2位でシーズンを終えた。タイトルを一つも獲得せずにシーズンを終えるのは、1989年以来2度目となる出来事であった。
1998-99シーズン、ユナイテッドはプレミアリーグ、FAカップ、チャンピオンズリーグを制してトレブル（3冠）を達成し、クラブ史上最高のシーズンを送った。ギグス自身は怪我により多くの試合で欠場を余儀なくされたものの、2つのカップ戦では好調なプレーを見せてクラブのタイトル獲得に貢献した。中でも、FAカップ準決勝（再試合）のアーセナルFC戦の延長戦でギグスが決めた決勝ゴールは、ギグスのキャリアにおける最高のゴールであると見なされている。大一番でチームのタイトル獲得を決定付けたそのゴールは、アーセナルのセンターハーフのパトリック・ヴィエラの横パスをハーフライン付近で自らインターセプトした後、当時リーグ屈指のディフェンス陣としてフェイマス4と渾名されたトニー・アダムス、リー・ディクソン、マーティン・キーオンの3人に囲まれながら約60メートルをドリブルで疾走してゴール前まで持ち込んでゴールするというものだった。ゴール後にユニフォームを脱いで振り回しながら喜びを爆発させ、チームメイトに駆け寄ってゴールを祝福したギグスの姿は、ゴールシーンとともにその後のファンの間で語り草となった。なお、その次の大会以降FAはFAカップの準決勝の方式を一度の対戦で決着をつける方式へと転換したため、このギグスのゴールはFAカップ準決勝の再試合において記録された最後のゴールとなった。また、ホームで行われたチャンピオンズリーグ準決勝のユヴェントス戦では90分に同点となるゴールを決めた他、チャンピオンズリーグ決勝のバイエルン・ミュンヘン戦では後半アディショナルタイムのテディ・シェリンガムの同点ゴールをアシストし、クラブのトレブル達成に貢献した。更に、年末に行われたインターコンチネンタルカップのパルメイラス戦ではキーンのゴールを演出するなど、勝利に貢献し、MVP(マン・オブ・ザ・マッチ)に選出された。
彼の絶大な人気はサッカーファンに新たな時代の到来を予感させるものであり、「100万人の10代の若者をユナイテッドファンに変えた」と言われた。ギグスは労働者階級以外の人たちにもサッカー人気が広がりつつあった1990年代のサッカーシーンに突然現れた若きポップスターのような存在として、リヴァプールFCのジェイミー・レドナップとともに広い支持を集めた。ギグスが本のサイン会に登場した時には道がふさがり、交通が滞ることも珍しいことではなかった。しかしトレブルを達成した1998-99シーズンの前後からはデビッド・ベッカム、ポール・スコールズのようなより若い選手が注目を集めるようになり、ギグスがメディアに取り上げられる機会は減少していった。特にベッカムはギグスの前例を越え、過去に例を見ないような脚光を浴びるようになっていった。

### 2000-2005
2002年5月にデニス・アーウィンがクラブを去ると、ギグスはトップチームで最もユナイテッドに長く在籍している選手となり、28歳にしてチームで重要な役割を担うようになった。ギグスは1999年のトレブル達成後も活躍を続けており、ユナイテッドは4シーズンで3度のリーグ優勝を飾り、チャンピオンズリーグでは3度の準々決勝進出と1度の準決勝進出を果たしていた。2001-02シーズン開幕前にはオールド・トラッフォードでデビュー10周年を祝うセルティックFCとの記念試合が催され、スタンフォード・ブリッジで行われたチェルシーFC戦でキャリア通算100ゴールを達成した。
2004年5月22日に行われたFAカップ決勝に出場し勝利をおさめ、FAカップにおいて4度優勝を果たしたマンチェスター・ユナイテッドでただ2人の選手の内の一人（もう一人はロイ・キーン）となった。また1995年、2005年、2007年には準優勝も果たしている。2004年9月に行われたリヴァプール戦に出場し、サー・ボビー・チャールトン、ビル・フォルケスに続いてユナイテッドで600試合出場を達成した3人目の選手となった。2005年にはイングランドのサッカーに対する貢献が評価され、イングランドのサッカーの殿堂入りをした。
シーズン終了後には通常30歳を超える選手とは単年での契約しか結ばないという方針を曲げ、当時クラブの代表であったデイヴィッド・ギルは2年間の契約を提示し、ギグスは契約を結んだ。その後、少なくとも36歳になる2010年6月までクラブに留めておくために、1年間の延長契約を2度結んだ。ギグスはまたハムストリングの負傷の問題以外は、ほとんど怪我をすることもなかった。

### 2005-2010

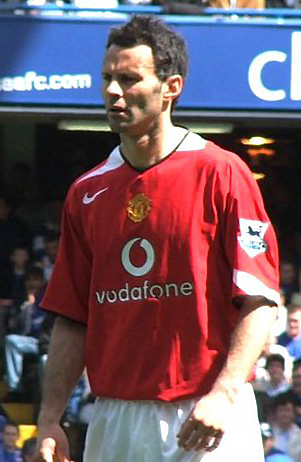
ライアン・ギグス（2006年）

2007年5月6日に行われたチェルシーFCとアーセナルFCの試合が1-1の引き分けに終わり、マンチェスター・ユナイテッドはリーグチャンピオンになった。ギグスにとっては9度目の優勝であり、アラン・ハンセン、フィル・ニール（二人はすべての優勝をリヴァプールで成し遂げている）と並んでいた記録を更新した。2007年のコミュニティー・シールドの試合では前半にゴールを挙げ、試合は1-1でPK戦になったが、ファン・デル・サールが最初の3本全てを止め、チームはタイトルを獲得した。
2007-08シーズンは、アレックス・ファーガソンはローテーション制を採用したため、ナニ、アンデルソンといった選手が起用されることも多かったが、重要な試合に起用されるのはギグスであり、オールド・トラッフォードで行われたチェルシーFC戦ではカルロス・テベスのユナイテッドでの初ゴールをアシストした。
2007年12月8日に行われ、4-1で勝利したダービー・カウンティ戦ではリーグ通算100ゴールを達成した。2008年2月20日に行われたチャンピオンズリーグのリヨン戦では100試合出場を果たし、2008年5月11日にはサー・ボビー・チャールトンの記録に並ぶユナイテッドにおいての758試合出場を果たした。チャンピオンズリーグ決勝のチェルシー戦では87分からポール・スコールズと交代で出場し、ボビー・チャールトンの記録を更新した。
2008-09シーズンの初めからファーガソンはギグスを最も得意とするウイングのポジションではなく、センターハーフで起用するようになった。ギグスは新しいポジションにすぐに適応し、ミドルズブラFC戦やオールボーBK戦など、多くの試合でアシストを記録した。サー・アレックス・ファーガソンはインタビューに応え、「ギグスは11月で35歳になるがユナイテッドにとって非常に重要なキーとなる選手である。25歳の彼はスピードでディフェンダーを困難に陥れたが、35歳となった今では円熟味が増した選手となった」と、述べギグスを讃えた。引退後にオーレ・グンナー・スールシャールのようにクラブに加わってもらうために、ファーガソンはギグスにコーチングライセンスを取得することを勧め、ギグスは講習を受け始めた。
2009年2月9日に行われたウェストハム・ユナイテッドFC戦でシーズン初ゴールを記録し、1992年から始まったプレミアリーグの全てのシーズンでゴールを記録している唯一の選手であるという記録を維持し、同月に1年間の契約延長にサインした。同年、ギグスを含め4名のユナイテッドの選手がPFA年間最優秀選手賞にノミネートされ、4月26日にギグスが受賞した。2008-09シーズンにチームは好成績を収めていたが、ギグス本人は受賞した時点でスターティングメンバーとして出場した試合は12試合であった。なお、ギグスが同賞を受賞したのは彼のキャリアにおいて初めてのことであった。授賞式の前にアレックス・ファーガソンは、長年チームに貢献してくれているし、受賞するにふさわしい選手であると述べていた。ギグスは2009年4月29日に行われたチャンピオンズリーグ準決勝のアーセナルFC戦において、クラブの公式戦800試合出場を達成し、2009年5月16日には、11回目のリーグタイトルを獲得した。
2009-10シーズンのプレシーズマッチの杭州グリーンタウン戦で、ユナイテッドにおいて自身初となるハットトリックを達成した。

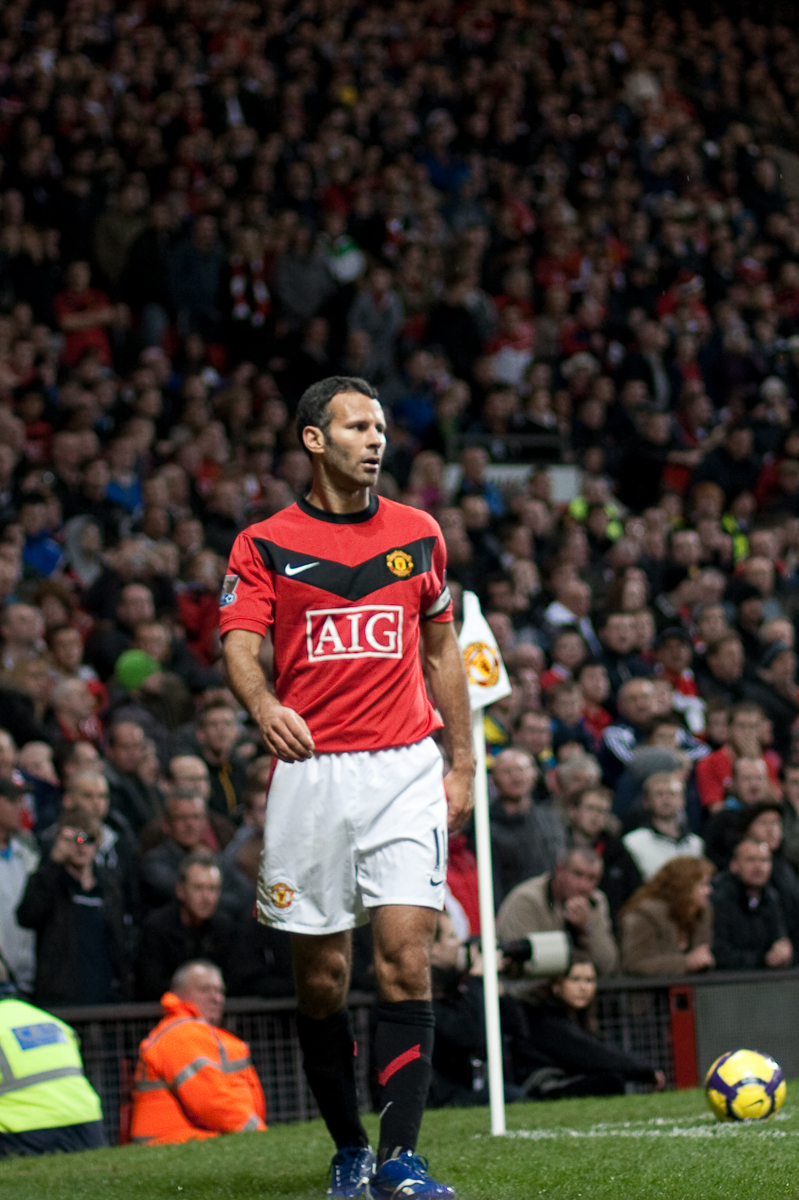
2009年11月のエヴァートンFC戦でのギグス

2009年9月12日に行われたトッテナム・ホットスパーFC戦でフリーキックからシーズン初ゴールを記録し、自身の持つ連続ゴール記録を維持した。この試合はギグスにとってスターティングメンバーとして出場した700試合目のゲームであった。9月30日に行われたチャンピオンズリーグのVfLヴォルフスブルク戦でもフリーキックからゴールを挙げ、ユナイテッドで150ゴールを記録した9人目の選手となった。
36歳の誕生日の翌日の2009年11月30日に一年間の契約延長のオファーを提示され、同日にBBCスポーツ・パーソナリティ・オブ・ザ・イヤーの候補に選ばれた。12月12日に行われたアストン・ヴィラFC戦に出場し、ガリー・スピードの持つプレミアリーグの最多出場記録535試合を更新し、同日にBBCスポーツ・パーソナリティ・オブ・ザ・イヤーを受賞した。12月18日に契約延長に合意し、2010-11シーズン終了後までクラブに留まることになった。2009年12月31日にはクラブの2000年からの10年間における最優秀選手に選ばれた。

### 2010-2014
2011年2月18日に1年の契約延長を発表。4月12日にはチャンピオンズリーグ準々決勝のチェルシーFC戦に出場し、ローラン・ブランの持っていたヨーロッパ規模の大会におけるフィールドプレイヤーの最年長出場記録を更新した。また、4月26日アウェーのシャルケ戦では先制点を挙げ、チャンピオンズリーグの最年長ゴール記録保持者となった。
2011-12シーズンのUEFAチャンピオンズリーグ初戦のSLベンフィカ戦でゴールを挙げ、自身の持つチャンピオンズリーグにおける最年長ゴール記録を更新した。このゴールによりラウル・ゴンサレスの記録を上回り、チャンピオンズリーグの16大会でゴールを挙げた初めての選手となった（これとは別にラウルは14大会連続ゴールの記録を保持している）。11月19日に生まれ故郷のウェールズを本拠地とするクラブと初めて対戦し、スウォンジー・シティAFCには1-0で勝利を挙げた。12月21日に行われ、3-0で勝利したフラムFC戦でチームの3ゴール目を記録し、自身の持つトップリーグの連続ゴールを記録を22シーズンまで延ばした。2012年2月10日には契約を1年間延長した。
2012年2月26日に行われたノリッジ・シティFC戦でユナイテッドの公式戦通算900試合出場を達成し、試合ではアシュリー・ヤングのアシストから試合終了間際にゴールを挙げ、2-1の勝利に貢献した。試合後のアレックス・ファーガソンはBBCスポーツのインタビューで、一つのクラブに所属し、900試合に出場する選手は「今後現れることはないだろう」と話した。2011年3月にはユナイテッドで140人以上の選手とトップチームの試合に出場したことが明らかとなった
。
39歳の誕生日を1ヵ月後に控えた2012年10月10日に『デイリー・テレグラフ』紙のインタビューに対して、引退後は指導者としてサッカーに携わりたいという希望と、2012-13シーズン終了後も選手としてのキャリアを続けるかどうかは未定であると話した。
2012-13シーズンは2013年2月10日に行われたエヴァートンFC戦で初ゴールを挙げ、トップリーグにおける23シーズン連続ゴール、プレミアリーグ創設後21シーズン連続となるゴール記録を達成した。
2013年3月1日に契約を1年間延長し、2014年6月までクラブに留まることになった。7月4日に新しく監督に就任したデイビッド・モイーズの要請により選手と兼任でコーチに就任することになり、2014年4月にモイーズが解任されて以降は選手兼任監督になった。
2013年10月2日に行われたFCシャフタール・ドネツク戦に交代で出場し、ラウル・ゴンサレスを上回りUAFAの主催する試合における最多出場記録保持者となったギグスは「特別なこと」だと述べた
。
2013年11月に40歳の節目を迎えたギグスを多くのメディアが称えた。
2014年5月19日、クラブの公式サイトにおいて現役を引退することを発表した。引退をしたギグスに対しては長いキャリアを通して残した功績に対して多くの賞賛が寄せられた。

## 代表経歴

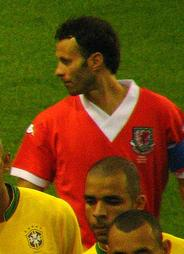
2006年9月のブラジル代表戦でのギグス

ウェールズ人の両親から生まれたギグスはウェールズ代表としてプレイをした。イングランドの学生代表のキャプテンを務めたことがあるが、これは国籍ではなく通っている学校の所在地によって選出される代表であった。1991年に代表デビューを飾ったが、これは当時の最年少記録であった。1991年から2007年まで64試合に出場し、12ゴールを挙げた。2004年からはキャプテンを務めた。
ギグスは親善試合の出場に消極的であるとの理由から、たびたび批判を受けた。1991年のドイツ代表戦でデビューをしてからその後9年間親善試合には出場せず、連続18試合出場に応じなかった。表向きは負傷による辞退であったが、実際はマンチェスター・ユナイテッドの監督であるアレックス・ファーガソンが、親善試合に選手を出場させないという方針を持っていたからであると言われている。
2006年9月にブラジル代表との親善試合に出場し、2-0で勝利した。試合後にドゥンガは、カカやロナウジーニョといった選手と比べても遜色ないと述べ、賛辞を送った。
2007年5月30日に記者会見を開き、16年に渡ってプレイをしてきた代表から引退すると発表した。最後の試合となったのは6月2日に行われたEURO2008予選のチェコ代表戦であり、キャプテンとして出場した。試合は1-1の引き分けに終わったが、ギグスはマン・オブ・ザ・マッチに選出された。
2012年ロンドンオリンピックのオリンピックサッカーグレートブリテン代表にオーバーエイジとして選ばれキャプテンを務めた。

## 監督経歴
2013-14シーズンから、ユナイテッドの選手兼コーチに任命された。2014年4月22日、デイヴィッド・モイーズ監督の解任に伴い、選手兼任で暫定監督に任命された。5月19日、現役を引退し、ユナイテッドのアシスタントコーチに就任した。2018年1月15日、ウェールズ代表の監督に就任した。しかし、後述の数々の女性トラブルにより、2020年11月より停職中となっていたが、2022年6月に辞任を表明した。

## 個人成績

### クラブ
| クラブ                       | シーズン | 背番号 | リーグ | リーグ | FAカップ | FAカップ | FLカップ | FLカップ | CL   | CL   | その他 | その他 | 期間通算 | 期間通算 |
| クラブ                       | シーズン | 背番号 | 出場   | 得点   | 出場     | 得点     | 出場     | 得点     | 出場 | 得点 | 出場   | 得点   | 出場     | 得点     |
| ---------------------------- | -------- | ------ | ------ | ------ | -------- | -------- | -------- | -------- | ---- | ---- | ------ | ------ | -------- | -------- |
| マンチェスター・ユナイテッド | 1990–91  | -      | 2      | 1      | 0        | 0        | 0        | 0        | 0    | 0    | 0      | 0      | 2        | 1        |
| マンチェスター・ユナイテッド | 1991-92  | 11     | 38     | 4      | 3        | 0        | 8        | 3        | 1    | 0    | 1      | 0      | 51       | 7        |
| マンチェスター・ユナイテッド | 1992-93  | 11     | 41     | 9      | 2        | 2        | 2        | 0        | 1    | 0    | 0      | 0      | 46       | 11       |
| マンチェスター・ユナイテッド | 1993-94  | 11     | 38     | 13     | 7        | 1        | 8        | 3        | 4    | 0    | 1      | 0      | 58       | 17       |
| マンチェスター・ユナイテッド | 1994-95  | 11     | 29     | 1      | 7        | 1        | 0        | 0        | 3    | 2    | 1      | 0      | 40       | 4        |
| マンチェスター・ユナイテッド | 1995-96  | 11     | 33     | 11     | 7        | 1        | 2        | 0        | 2    | 0    | 0      | 0      | 44       | 12       |
| マンチェスター・ユナイテッド | 1996-97  | 11     | 26     | 3      | 3        | 0        | 0        | 0        | 7    | 2    | 1      | 0      | 37       | 5        |
| マンチェスター・ユナイテッド | 1997-98  | 11     | 29     | 8      | 2        | 0        | 0        | 0        | 5    | 1    | 1      | 0      | 37       | 9        |
| マンチェスター・ユナイテッド | 1998-99  | 11     | 24     | 3      | 6        | 2        | 1        | 0        | 9    | 5    | 1      | 0      | 41       | 10       |
| マンチェスター・ユナイテッド | 1999-00  | 11     | 30     | 6      | –        | –        | 0        | 0        | 11   | 1    | 3      | 0      | 44       | 7        |
| マンチェスター・ユナイテッド | 2000-01  | 11     | 31     | 5      | 2        | 0        | 0        | 0        | 11   | 2    | 1      | 0      | 45       | 7        |
| マンチェスター・ユナイテッド | 2001-02  | 11     | 25     | 7      | 1        | 0        | 0        | 0        | 13   | 2    | 1      | 0      | 40       | 9        |
| マンチェスター・ユナイテッド | 2002-03  | 11     | 36     | 8      | 3        | 2        | 5        | 0        | 15   | 4    | 0      | 0      | 59       | 14       |
| マンチェスター・ユナイテッド | 2003-04  | 11     | 33     | 7      | 5        | 0        | 0        | 0        | 8    | 1    | 1      | 0      | 47       | 8        |
| マンチェスター・ユナイテッド | 2004-05  | 11     | 32     | 5      | 4        | 0        | 1        | 1        | 6    | 2    | 1      | 0      | 44       | 8        |
| マンチェスター・ユナイテッド | 2005-06  | 11     | 27     | 3      | 2        | 1        | 3        | 0        | 5    | 1    | 0      | 0      | 37       | 5        |
| マンチェスター・ユナイテッド | 2006-07  | 11     | 30     | 4      | 6        | 0        | 0        | 0        | 8    | 2    | 0      | 0      | 44       | 6        |
| マンチェスター・ユナイテッド | 2007-08  | 11     | 31     | 3      | 2        | 0        | 0        | 0        | 9    | 0    | 1      | 1      | 43       | 4        |
| マンチェスター・ユナイテッド | 2008-09  | 11     | 28     | 2      | 2        | 0        | 4        | 1        | 11   | 1    | 2      | 0      | 46       | 4        |
| マンチェスター・ユナイテッド | 2009-10  | 11     | 25     | 5      | 1        | 0        | 2        | 1        | 3    | 1    | 1      | 0      | 32       | 7        |
| マンチェスター・ユナイテッド | 2010-11  | 11     | 25     | 2      | 3        | 1        | 1        | 0        | 8    | 1    | 1      | 0      | 38       | 4        |
| マンチェスター・ユナイテッド | 2011-12  | 11     | 25     | 2      | 2        | 0        | 1        | 1        | 5    | 1    | 0      | 0      | 33       | 4        |
| マンチェスター・ユナイテッド | 2012-13  | 11     | 22     | 2      | 4        | 1        | 1        | 2        | 5    | 0    | 0      | 0      | 32       | 5        |
| マンチェスター・ユナイテッド | 2013-14  | 11     | 12     | 0      | 0        | 0        | 2        | 0        | 7    | 0    | 1      | 0      | 22       | 0        |
| 通算                         | 通算     | 通算   | 672    | 114    | 74       | 12       | 42       | 12       | 157  | 29   | 19     | 1      | 963      | 168      |

### 監督
| クラブ                       | 国               | 就任          | 退任          | 記録 | 記録 | 記録 | 記録 | 記録   |
| クラブ                       | 国               | 就任          | 退任          | 試合 | 勝ち | 分け | 負け | 勝率 % |
| ---------------------------- | ---------------- | ------------- | ------------- | ---- | ---- | ---- | ---- | ------ |
| マンチェスター・ユナイテッド | イングランドの旗 | 2014年4月23日 | 2014年5月11日 | 4    | 2    | 1    | 1    |        |

## 獲得タイトル

プレミアリーグのトロフィーを持つギグス

### クラブ
- プレミアリーグ：1992-93、1993-94、1995-96、1996-97、1998-99、1999-00、2000-01、2002-03、2006-07、2007-08、2008-09、2010-11、2012-13
- FAカップ：1993-94、1995-96、1998-99、2003-04
- フットボールリーグカップ：1991-92、2005-06、2008-09
- FAコミュニティ・シールド：1993、1994、1996、1997、2003、2007、2008年、2010年、2011年、2013年
- UEFAチャンピオンズリーグ：1999、2008年
- UEFAスーパーカップ：1991年
- インターコンチネンタルカップ：1999年
- FIFAクラブワールドカップ：2008年

### 個人
- PFA年間最優秀若手選手賞：1991-92、1992-93
- PFA年間ベストイレブン：1992-93、1993-94、1994-95、1995-96、1997-98、2000-01、2006-07、2008-09
- PFAベストイレブン（1997-2007）：2007年
- PFA年間最優秀選手賞：2008-09
- FWAトリビュート賞：2007年
- ブラヴォー賞：1993年
- BBC・スポーツ・パーソナリティ・オブ・ザ・イヤー賞：2009年
- BBCウェールズ・スポーツ・パーソナリティ・オブ・ザ・イヤー：1996、2009年
- GQスポーツマン・オブ・ザ・イヤー：2010年
- サー・マット・バスビー年間最優秀選手賞：1997-98
- シーミー・マーフィー年間最優秀若手選手賞：1990-91、1991-92
- プレミアリーグ10周年記念ベストイレブン（国内選手による）：2003年
- プレミアリーグ20周年記念表彰（最多出場）：596試合
- UEFAチャンピオンズリーグ10周年ドリームチーム：2002年
- ウェールズ年間最優秀選手賞：1996、2006年
- プレミアリーグ月間最優秀選手:1993年9月、2006年8月、2007年2月
- ゴール・オブ・ザ・シーズン：1998-99
- イングランドサッカー殿堂：2005年
- インターコンチネンタルカップMVP：1999年
- ゴールデンフット賞：2011年
- 20世紀の偉大なサッカー選手100人：83位

### 勲章
- 大英帝国勲章：2007年
- サルフォード自由民：2010年1月7日（サルフォードで22人目）

## 個人としての活動および私生活

### ピッチ外での貢献
ギグスは、リーボック、ソヴィル・タイタス、シチズン時計、ジバンシィ、富士フイルム、パテック・フィリップ、クォーン・バーガー、ITVデジタル、セルコムの広告塔として活躍してきた。
BBCスポーツの記事によると、「1990年代前半、ベッカムがユナイテッドのトップチームでポジションを掴むまでは、ギグスが現在のデビッド・ベッカムのような存在だった。ギグスがサッカー雑誌の表紙を飾るのであれば、その号はその年の最大の売り上げを約束されたも同然だった。男性は新たなベストについて知るために、女性は寝室に飾るためにその雑誌を手にしたものだった。ベッカムがプレストン・ノースエンドFCにレンタルに出されている頃には、ギグスは富士フイルムやリーボックとは100万ポンドの契約を結び、ダニ・ベアー、ダヴィニア・テイラーといった有名人の恋人がいた。」
ギグスは長年連れ添ったステイシー・クックと、2007年9月7日に親しい友人や家族だけを招待して式を挙げた。現在は二人の子ども、リビーの名で知られているリバティとザックと家族4人でマンチェスターのワースリー地区で生活している。
ギグスはUNICEFの親善大使に任命され、2002年から地雷の被害から子どもたちを守るためのキャンペーンに参加している。ギグスはUNICEFの企画でタイを訪問し、BBCに、「サッカー選手である僕には片足を失った人生なんて想像も出来ない…。悲しいことに実際に毎年数千人もの子どもがそうした被害に遭っている。」と、語った。

### 女性関係を巡るトラブル
2011年5月末にtwitterで元ミス・ウェールズのイモージェン・トーマスとの不倫が暴露され、更に実弟ロドリ・ギグスの妻ナターシャ・ギグスと八年間に渡り不倫していたことが英国のタブロイド紙で報じられた。なお結婚を間近に控えていたナターシャはギグスの子供を妊娠していたがギグスが500ポンドを払い中絶させたという。その後、ロドリとナターシャは13年に離婚した。ロドリは現在、新しいパートナーとの間に娘が生まれている。ナターシャも新しいパートナーの息子を出産している。その後ギグスはロドリに謝罪し和解したものの、ギグス自身は2017年にクックと離婚。翌2018年にケイト・グレビルという女性との交際を公表。しかし、その2年後にはグレビルから浮気を問い詰められたことに激怒し、暴行した容疑で逮捕されるなど、女性トラブルが絶えない。更に2021年4月には別の20代の女性に対する暴行容疑でも立件、起訴され、ウェールズ代表監督の活動続行が不可能となり、UEFA EURO 2020での指揮が不可能となった。更に代表は2022 FIFAワールドカップの出場を決めたものの、大会前の2022年6月に辞任を表明したために、指揮を執ることはなかった。

### サルフォード・シティーFCの共同オーナーとして
2014年3月、ギグスはポール・スコールズ、ニッキー・バット、ガリー・ネヴィル、フィル・ネヴィルら「92年組（Class Of '92、ファーギー・フレッジリングスの別称）」の仲間とともに、当時ノーザンプレミアリーグ・ディヴィジョン1・ノース（イングランド8部リーグ）に属していたセミプロのサッカークラブであるサルフォードシティFCを共同で買収した。2014年8月には、地元サルフォードのスポーツ振興のための基金を立ち上げることを目的として、ギグスら92年組を中心とした有志で組んだチームとサルフォードシティのトップチームによるチャリティーマッチが開催され、約12,000人の観客を集めた。この試合のために92年組とその他のユナイテッドOBらで「Class of '92 and 'Friends'（92年組と仲間たち）」が一日限りで結成され、ユナイテッドのユースコーチとして92年組の育成に携わったエリック・ハリソンが監督を務めた。「92年組と仲間たち」の一員としてサルフォードの選手達と戦ったのは、ギグス、バット、スコールズ、ネヴィル兄弟らの他、同じく92年組のジョン・オケイン、ロビー・サヴェージ、ベン・ソーンリー、ラファエル・バーク(Raphael Burke)、92年組以外の元ユナイテッドの選手のレイモント・ファン・デル・ハウヴ、トマシュ・クチュチャク、ミカエル・シルベストル、クイントン・フォーチュン、デイヴィッド・メイ、元クリケット選手のスティーブ・ハーマソン、マイケル・ヴォーン、コメディアンのジャック・ホワイトホールであった。当日は92年組からユナイテッドのトップチームのスターティングメンバーに定着した選手の中で唯一サルフォードシティのオーナーになっていなかったデヴィッド・ベッカムの出場も期待されたが、ベッカムは出場しなかった。またイベントのことを聞きつけた元ユナイテッドのリオ・ファーディナンドはロンドンから駆け付け、観客席からこの試合を観戦した。 試合結果は5-1でサルフォードシティが勝利したが、試合後、この日唯一PKで得点したギグスはこのイベントに参加した理由について「旧友たちと再びプレーする機会を断る事ができなかった。サルフォード・シティにとっても名前を知ってもらういい機会になった。」と話す一方、「誰しも夢は持っているし、僕らはサルフォードが高みを目指せると思っている。サルフォードはプロ参入に値するクラブだし、プロ入りできれば、星にも手が届くだろう。」と自らが所有するクラブに対する夢を語った。
その後、ギグスらはシンガポールの有力な投資家のピーター・リム（林榮福）にサルフォードシティの持分の50%を譲渡し、残りの50%を92年組の5名で10%ずつ保有する体制に移行した。林の経営参加に際しギグスらは「僕たちがこのプロジェクトを立ち上げたとき、いつか僕たちが考えるサルフォードシティの将来についてのビジョンを共有してくれる人が他にも現れて、僕たちのパートナーになってくれたらと思っていた。」「僕たちが彼（リム）を知るようになってから10年以上経つが、彼のスポーツ、中でもフットボールに対する強い想いはよく知られている。彼はビジネス面だけではなく若手の育成やクラブと地域社会との関わりの強化の面で、特に草の根レベルの活動に関して信じられない業績を残してきた。」「これはサルフォードシティにとってファンタスティックな出来事になる。彼の経験と見識は計り知れないし、僕たちがサルフォードを成功へと導く助けになる。今はクラブにとってわくわくするような時期だ。」とコメントした。サルフォードシティの経営陣は現在、近い将来までにチームを本格的なプロサッカーチームとするために、15年構想で2部リーグまで昇格させることを目標としてチームの経営に携わっている。